# Social Choice and Welfare
Social Choice and Welfare est une revue académique trimestrielle à comité de lecture couvrant notamment les questions de choix social. La revue a été créée en 1984 et est publiée par Springer Science + Business Media . 
Selon le Journal Citation Reports, la revue a un facteur d'impact de 0,590 en 2013. 